# Liskamm
Liskamm (sau "Lyskamm") este un munte amplasat la est de Matterhorn și vest de Monte Rosa în masivul Alpii Pennini (Walliser). Culmea muntoasă are o lungime de câțiva kilometri. Vârful cel mai înalt fiind în est (4.527 m) și cel mai mic în vest (4.480 m), la 1 km depărtare unul de altul. Muntele are un perete vertical în nord ce atinge aproape o înălțime de 1.000 m, iar în sud un perete de 500 m. Prima escaladare a muntelui a fost realizată în august 1861 de alpinștii William Edward Hall, Jean-Pierre Cachat, Peter Perren, Josef-Marie Perren, J.F. Hardy, J.A. Hudson, C.H. Pilkington, A.C. Ramsay, T. Rennison, F. Sibson, R.M. Stephenson, Franz Lochmatter, Karl Herr și Stefan Zumtaugwald. Ruta normală pornește  
- din Lisjoch (4.151 m) peste creasta de est spre Vârful de est
- din Felikjoch (4.063 m) peste creasta de sud-vest spre Vârful de vest și apoi pe creastă spre Vârful de est.

Ruta din punct de vedere tehnic nu creează probleme deosebite alpiniștilor, pericolul constând în surparea podurile de zăpadă înghețată. Muntele din această cauză fiind spranumit și "muntele canibal". În 1921 Arnold Fanck a produs primul lui film în munți numit "Im Kampf mit dem Berge" (În lupta cu muntele).